# Maximinus av Aix

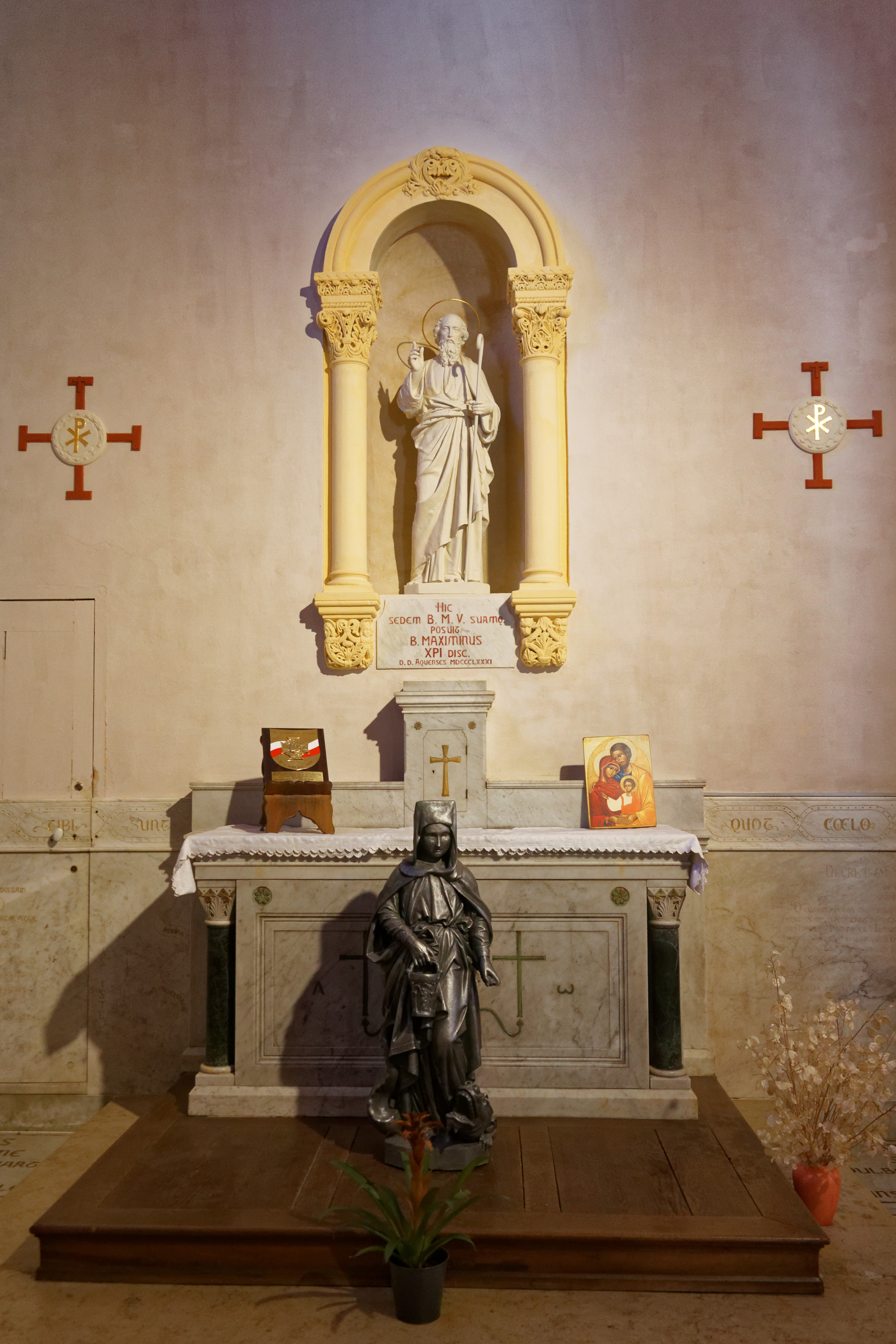
Maximinus av Aix

Maximinus av Aix (franska Maximin) hedras som den förste biskopen av Aix-en-Provence i södra Frankrike.  Förmodligen var han verksam på 400-talet. Han helgonförklarades den 24 november 1900 av påven Leo XIII och hans högtidsdag är den 8 juni.

## Västlig kristen tradition
Enligt en tradition sammankopplas han med en av Jesus 70 lärjungar, "den som var blind sedan födseln". Denne skall enligt samma tradition ha varit med på en båt från Palestina till Provence. Ombord på båten fanns bland annat också mariorna Maria Magdalena, Maria Salome, Maria Klopas samt följeslagare som Marta och Lasaros. Maximinus begav sig till Aix-en-Provence där han inrättade sitt högkvarter och blev dess förste biskop. Maria från Magdala fördes på ett mirakulöst sätt till Maximinus på sin dödsbädd och det var han som gav henne sista smörjelsen. Han lät sedan bygga det första kapellet för att förvara hennes stoft. Det gjordes på den plats där dagens Basilique Saint-Marie-Madeleine i staden Saint-Maximin-la-Sainte-Baume ligger, en stad som är uppkallad efter honom. I konsten avbildas han som en biskop som ger Maria Magdalena sista smörjelsen. Han avbildas också i en båt tillsammans med Maria Magdalena, Marta och Lasaros, som en äldre biskop med mitra och kräkla (biskopsstav). I kryptan i kyrkan Basilique Sainte-Marie-Madeleine finns sarkofager från 400-talet varav en uppges vara Maximinus.